# Alpes françaises

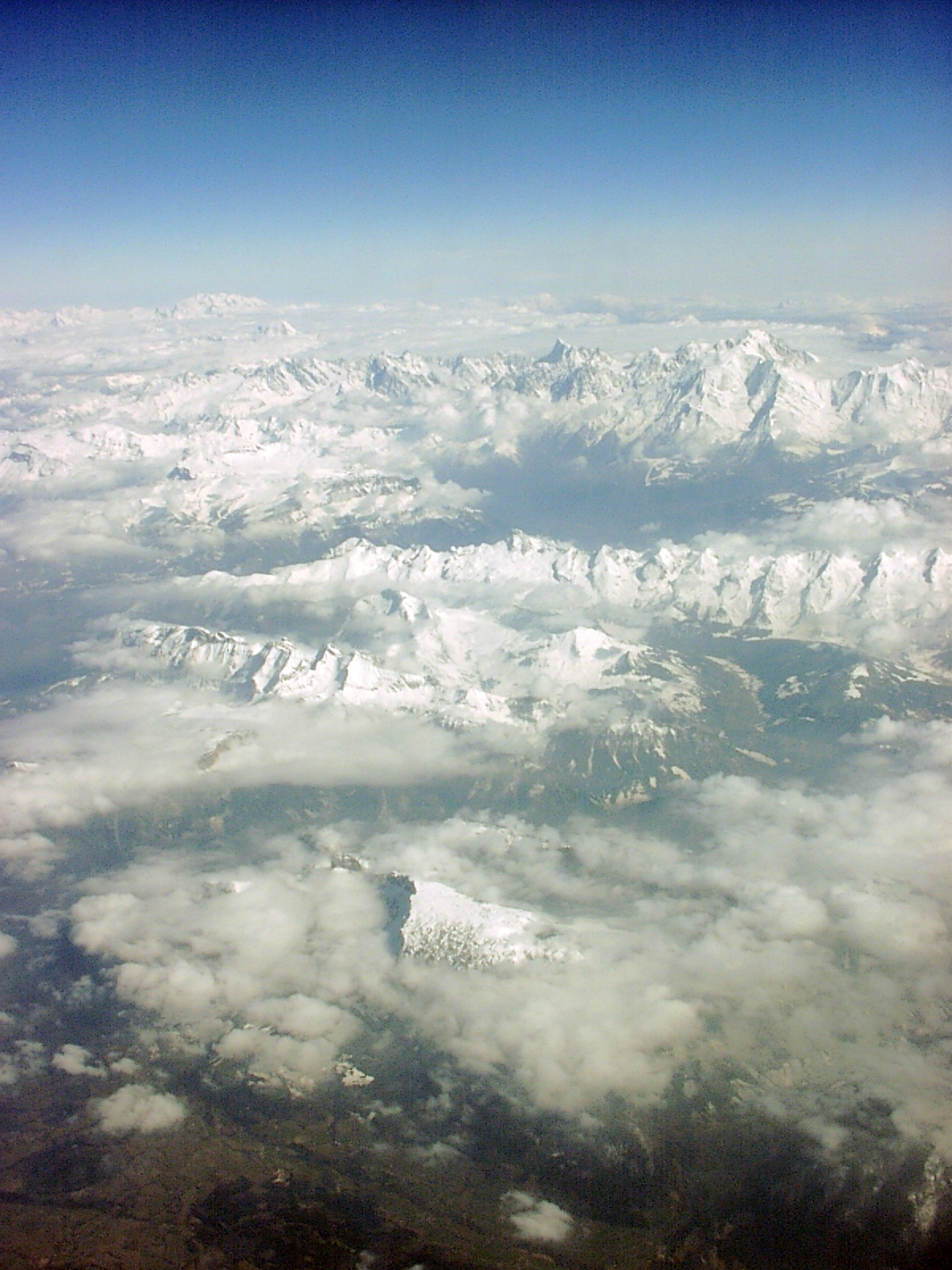
Vue aérienne des massifs des Bornes, des Aravis et du Mont-Blanc depuis l'ouest.

Les Alpes françaises sont la portion de la chaîne montagneuse des Alpes qui se trouve sur le territoire français, située dans les régions Auvergne-Rhône-Alpes et Provence-Alpes-Côte d'Azur.
Alors que certaines des chaînes montagneuses des Alpes françaises sont entièrement en France, d'autres, comme le massif du Mont-Blanc, sont partagés avec la Suisse et/ou l'Italie. Le point culminant des Alpes françaises et de la France est le mont Blanc, à 4 806 mètres d'altitude.
La dénomination « Alpes françaises » a été utilisée pour désigner le projet commun des régions Auvergne-Rhône-Alpes et Provence-Alpes-Côte d'Azur accompagnant leur candidature à l'accueil des futurs Jeux olympiques d'hiver de 2030.

## Géographie
Les Alpes françaises sont présentes sur neuf départements : les Alpes-de-Haute-Provence, les Alpes-Maritimes, la Drôme, les Hautes-Alpes, la Haute-Savoie, l'Isère, la Savoie, le Var et le Vaucluse. Les villes les plus remarquables des Alpes françaises sont Grenoble, Chambéry, Annecy, Chamonix, Albertville, Digne-les-Bains, Gap et Briançon.

## Subdivisions

### Alpes du Nord

Carte des Alpes du Nord.

Le secteur géographique des Alpes du Nord correspond essentiellement aux bassins de l'Isère qui couvre les départements de l'Isère et de la Savoie et de l'Arve qui couvre le département de la Haute-Savoie. Ce secteur est historiquement lié aux grandes stations alpines et leurs domaines créés au milieu du XXe siècle telles que Chamonix-Mont-Blanc, Megève, La Plagne, Courchevel, Les Deux-Alpes et Alpe d'Huez.

### Alpes du Sud

Carte des Alpes du Sud.

Le secteur géographique des Alpes du Sud correspond essentiellement aux bassins de la Durance, de la Drôme et du Var et s'inscrivent quasi exclusivement dans la région Provence-Alpes-Côte d'Azur.

## Jeux olympiques d'hiver de 2030
Le 30 novembre 2023, le Comité international olympique annonce avoir uniquement retenu la candidature des Alpes françaises en vue de l'organisation des Jeux olympiques d'hiver en 2030.
Selon les auteurs de ce projet, celui-ci doit utiliser 95 % de sites existants, tout en s'étendant de Nice à la Haute-Savoie avec un pôle ski alpin sur les sites de Courchevel-Méribel et de Val d'Isère, le ski de fond à La Clusaz, le village olympique étant basé à Nice, où devraient se dérouler les épreuves de patinage.